# Осуш
Осуш (пол. Osusz, нім. Osusch) — село в Польщі, у гміні Кротошин Кротошинського повіту Великопольського воєводства.
Населення — 299 осіб (2011).
У 1975-1998 роках село належало до Каліського воєводства.

## Демографія
Демографічна структура станом на 31 березня 2011 року:
|          | Загалом | Допрацездатний вік | Працездатний вік | Постпрацездатний вік |
| -------- | ------- | ------------------ | ---------------- | -------------------- |
| Чоловіки | 149     | 29                 | 109              | 11                   |
| Жінки    | 150     | 31                 | 86               | 33                   |
| Разом    | 299     | 60                 | 195              | 44                   |